# Porsche România
Porsche România este o companie distribuitoare de autovehicule și servicii financiare pe piața din România, înființată în anul 1997. Face parte din grupul Porsche Holding, cel mai mare dealer de autovehicule din Europa.
Compania importată mărcile grupului: Audi, Seat, Skoda, Volkswagen, Porsche, Bentley și Lamborghini, fiind cel mai mare importator auto.
Porsche Inter Auto Romania este firma care reunește sub aceeași umbrelă juridică dealerii proprii ai grupului. Das Weltauto este divizia care vinde mașini second-hand. Porsche Bank  oferă produse de finanțare a autoturismelor comercializate. Celelalte firme din grup sunt Porsche Leasing, Porsche Broker de Asigurare, Porsche Mobility și Porsche Asigurări.